# Bipassalozetes permixtus
Bipassalozetes permixtus är en kvalsterart som först beskrevs av Mihelcic 1957.  Bipassalozetes permixtus ingår i släktet Bipassalozetes och familjen Passalozetidae. Inga underarter finns listade.